# Bryconops humeralis
Bryconops humeralis är en fiskart som beskrevs av Machado-allison, Chernoff och Buckup, 1996. Bryconops humeralis ingår i släktet Bryconops och familjen Characidae. Inga underarter finns listade.